# Mecosaspis carinata
Mecosaspis carinata är en skalbaggsart som beskrevs av Duffy 1952. Mecosaspis carinata ingår i släktet Mecosaspis och familjen långhorningar. Inga underarter finns listade i Catalogue of Life.